# Großer Preis von Frankreich 2004
Der Große Preis von Frankreich 2004 (offiziell Formula 1 Mobil 1 Grand Prix de France 2004) fand am 4. Juli auf dem Circuit de Nevers Magny-Cours in Magny-Cours statt und war das zehnte Rennen der Formel-1-Weltmeisterschaft 2004.

## Berichte

### Hintergründe
Nach dem Großen Preis der USA führte Michael Schumacher in der Fahrerwertung mit 18 Punkten vor Rubens Barrichello und mit 36 Punkten vor Jenson Button. In der Konstrukteurswertung führte Ferrari mit 76 Punkten vor Renault und mit 84 Punkten vor BAR-Honda.
Vor dem Rennwochenende gab es einen Fahrerwechsel: Bei Williams-Renault wurde Ralf Schumacher nach seinem schweren Unfall beim Grand Prix in den USA durch Marc Gené ersetzt. Ralf Schumacher kehrte erst zum Großen Preis von China nach seiner Verletzungspause zurück.
Mit Michael Schumacher (sechsmal) und David Coulthard (einmal) traten zwei ehemalige Sieger zu diesem Grand Prix an.

### Training
Die letzten sechs Teams der Konstrukteursmeisterschaft 2003 waren berechtigt, am Freitag im Training ein drittes Auto einzusetzen. Diese Fahrer fuhren am Freitag, traten aber weder im Qualifying noch im Rennen an. Anthony Davidson (BAR-Honda), Björn Wirdheim (Jaguar-Cosworth), Ricardo Zonta (Toyota), Timo Glock (Jordan-Cosworth) und Bas Leinders (Minardi-Cosworth) nahmen in dieser Funktion an den Freitagstrainings teil.
Am Freitag konnte sich mit einer Zeit von 1:15,487 Minuten Barrichello die Bestzeit sichern.
Am Samstag war dann Kimi Räikkönen mit 1:14,513 Minuten der Schnellste vor Button und Michael Schumacher.

### Qualifying
Im ersten Qualifying, in dem die Startpositionen für das zweite Qualifying ermittelt wurden, erzielte Juan Pablo Montoya die schnellste Zeit vor Michael Schumacher und Coulthard.
Im Qualifying war dann Fernando Alonso mit 1:13,698 Minuten der Schnellste und sicherte sich seine dritte Pole-Position. Zweiter wurde Michael Schumacher vor Coulthard.

### Rennen
Die beiden Renaults erwischten einen guten Start: Alonso behielt die Führung vor Michael Schumacher und Jarno Trulli, der vor Button, Coulthard, Montoya und Räikkönen auf den dritten Platz vorrückte. Auch Barrichello machte einige Positionen gut und überholte Gené beim Start, in der vierten Runde auch Takuma Satō. Der Japaner, der über Motorprobleme klagte, schied in Runde 15 wegen Motorschaden aus. An der Spitze des Rennens schien Alonso Michael Schumacher kontrollieren zu können, obwohl er im Rennen mehrmals die schnellste Runde gefahren war. Die beiden erspielten sich schnell einen ordentlichen Vorsprung gegenüber ihren Verfolgern, angeführt von Trulli.
Am Ende der 11. Runde legte Michael Schumacher seinen ersten Boxenstopp ein, Räikkönen anschließend in derselben Runde. Drei Runden später war Alonso an der Reihe, der als Erster wieder auf die Strecke kam. Stattdessen nutzte Barrichello die ersten Stopps, überholte Räikkönen und sicherte sich den siebten Platz. Der Brasilianer erholte sich in der Gesamtwertung weiter, als sich Montoya in der 17. Runde drehte und auch von Felipe Massa (der noch nicht aufgetankt hatte) und Räikkönen überholt wurde. Letzterer überholte den Sauber-Piloten drei Runden später und rückte auf den siebten Platz vor. Unterdessen führte Alonso das Rennen an und nutzte einige Rundenzeiten, um Michael Schumacher auf Abstand zu halten, der jedoch schneller als der Spanier war und während der zweiten Boxenstoppserie, die Räikkönen in Runde 28 eröffnete, vor seinem Rivalen vorbeizog und die Führung übernahm. Hinter dem Spitzenduo folgten Trulli und Button vor Barrichello, der ebenfalls Coulthard losgeworden war; Dem Schotten folgten sein Teamkollege und Montoya.
Um Alonso zu überholen, der auf der Strecke nicht zu überholen war, hatte Ferrari die Strategie des deutschen Fahrers geändert und sogar vier Stopps vorgesehen. Der Ferrari-Pilot tankte bereits in Runde 42 nach, legte einen kurzen Stopp ein und kam als Zweiter auf die Strecke zurück. Alonso kehrte vier Runden später an die Box zurück und übergab die Führung im Rennen an seinen Rivalen zurück. Zu diesem Zeitpunkt legte Michael Schumacher schnelle Runde ein, um genügend Vorsprung auf den Renault-Fahrer zu haben, um einen weiteren Stopp einzulegen und vor ihm wieder auf die Strecke zu kommen. Das Manöver war erfolgreich und in Runde 58 kehrte Michael Schumacher nach dem vierten Stopp als Führender auf die Strecke zurück und hatte einen konstanten Vorsprung vor Alonso. In den Schlussrunden kämpften Trulli, Barrichello und Button um den dritten Platz auf dem Podium, nur wenige Zehntel voneinander entfernt. Der Italiener schien in der Lage zu sein, die Angriffe seiner Konkurrenten abzuwehren, doch er machte in den letzten Kurven einen Fehler und musste Barrichello den Vortritt lassen. Michael Schumacher gewann den neunten von zehn Grand Prix und überquerte die Ziellinie vor Alonso, Barrichello, Trulli, Button, Coulthard, Räikkönen und Montoya.
Michael Schumacher baute seinen Vorsprung in der Fahrerwertung weiter aus.

## Meldeliste
| Team                       | Nr. | Fahrer               | Chassis        | Motor                 | Reifen |
| -------------------------- | --- | -------------------- | -------------- | --------------------- | ------ |
| Scuderia Ferrari Marlboro  | 01  | Michael Schumacher   | Ferrari F2004  | Ferrari 3.0 V10       | B      |
| Scuderia Ferrari Marlboro  | 02  | Rubens Barrichello   | Ferrari F2004  | Ferrari 3.0 V10       | B      |
| BMW.WilliamsF1 Team        | 03  | Juan Pablo Montoya   | Williams FW26  | BMW 3.0 V10           | M      |
| BMW.WilliamsF1 Team        | 04  | Marc Gené            | Williams FW26  | BMW 3.0 V10           | M      |
| West McLaren Mercedes      | 05  | David Coulthard      | McLaren MP4-19 | Mercedes-Benz 3.0 V10 | M      |
| West McLaren Mercedes      | 06  | Kimi Räikkönen       | McLaren MP4-19 | Mercedes-Benz 3.0 V10 | M      |
| Mild Seven Renault F1 Team | 07  | Jarno Trulli         | Renault R24    | Renault 3.0 V10       | M      |
| Mild Seven Renault F1 Team | 08  | Fernando Alonso      | Renault R24    | Renault 3.0 V10       | M      |
| Lucky Strike BAR Honda     | 09  | Jenson Button        | BAR 006        | Honda 3.0 V10         | M      |
| Lucky Strike BAR Honda     | 10  | Takuma Satō          | BAR 006        | Honda 3.0 V10         | M      |
| Lucky Strike BAR Honda     | 35  | Anthony Davidson     | BAR 006        | Honda 3.0 V10         | M      |
| Sauber Petronas            | 11  | Giancarlo Fisichella | Sauber C23     | Petronas 3.0 V10      | B      |
| Sauber Petronas            | 12  | Felipe Massa         | Sauber C23     | Petronas 3.0 V10      | B      |
| Jaguar Racing              | 14  | Mark Webber          | Jaguar R5      | Cosworth 3.0 V10      | M      |
| Jaguar Racing              | 15  | Christian Klien      | Jaguar R5      | Cosworth 3.0 V10      | M      |
| Jaguar Racing              | 37  | Björn Wirdheim       | Jaguar R5      | Cosworth 3.0 V10      | M      |
| Panasonic Toyota Racing    | 16  | Cristiano da Matta   | ToyotaTF104    | Toyota 3.0 V10        | M      |
| Panasonic Toyota Racing    | 17  | Olivier Panis        | ToyotaTF104    | Toyota 3.0 V10        | M      |
| Panasonic Toyota Racing    | 38  | Ricardo Zonta        | ToyotaTF104    | Toyota 3.0 V10        | M      |
| Jordan-Ford                | 18  | Nick Heidfeld        | Jordan EJ14    | Ford 3.0 V10          | B      |
| Jordan-Ford                | 19  | Giorgio Pantano      | Jordan EJ14    | Ford 3.0 V10          | B      |
| Jordan-Ford                | 39  | Timo Glock           | Jordan EJ14    | Ford 3.0 V10          | B      |
| Minardi F1 Team            | 20  | Gianmaria Bruni      | Minardi PS04B  | Cosworth 3.0 V10      | B      |
| Minardi F1 Team            | 21  | Zsolt Baumgartner    | Minardi PS04B  | Cosworth 3.0 V10      | B      |
| Minardi F1 Team            | 40  | Bas Leinders         | Minardi PS04B  | Cosworth 3.0 V10      | B      |

Anmerkungen
1. 1 2 3 4 5  Nahm nur am Freitagstraining teil.

## Klassifikationen

### Qualifying
| Pos. | Fahrer               | Konstrukteur     | Q1         | Q2       | Start |
| ---- | -------------------- | ---------------- | ---------- | -------- | ----- |
| 01   | Fernando Alonso      | Renault          | 1:13,750   | 1:13,698 | 01    |
| 02   | Michael Schumacher   | Ferrari          | 1:13,541   | 1:13,971 | 02    |
| 03   | David Coulthard      | McLaren-Mercedes | 1:13,649   | 1:13,987 | 03    |
| 04   | Jenson Button        | BAR-Honda        | 1:13,772   | 1:13,995 | 04    |
| 05   | Jarno Trulli         | Renault          | 1:13,949   | 1:14,070 | 05    |
| 06   | Juan Pablo Montoya   | Williams-BMW     | 1:13,377   | 1:14,172 | 06    |
| 07   | Takuma Satō          | BAR-Honda        | 1:14,130   | 1:14,240 | 07    |
| 08   | Marc Gené            | Williams-BMW     | 1:14,133   | 1:14,275 | 08    |
| 09   | Kimi Räikkönen       | McLaren-Mercedes | 1:13,736   | 1:14,346 | 09    |
| 10   | Rubens Barrichello   | Ferrari          | keine Zeit | 1:14,478 | 10    |
| 11   | Cristiano da Matta   | Toyota           | 1:14,245   | 1:14,553 | 11    |
| 12   | Mark Webber          | Jaguar-Cosworth  | 1:15,332   | 1:14,798 | 12    |
| 13   | Christian Klien      | Jaguar-Cosworth  | 1:15,205   | 1:15,065 | 13    |
| 14   | Olivier Panis        | Toyota           | 1:14,540   | 1:15,130 | 14    |
| 15   | Giancarlo Fisichella | Sauber-Petronas  | 1:15,793   | 1:16,177 | 15    |
| 16   | Felipe Massa         | Sauber-Petronas  | 1:14,627   | 1:16,200 | 16    |
| 17   | Nick Heidfeld        | Jordan-Ford      | 1:16,366   | 1:16,807 | 17    |
| 18   | Giorgio Pantano      | Jordan-Ford      | 1:15,913   | 1:17,462 | 18    |
| 19   | Gianmaria Bruni      | Minardi-Cosworth | 1:18,070   | 1:17,913 | 19    |
| 20   | Zsolt Baumgartner    | Minardi-Cosworth | 1:18,108   | 1:18,247 | 20    |

### Rennen
| Pos. | Fahrer               | Konstrukteur     | Runden | Stopps | Zeit        | Start | Schnellste Runde |
| ---- | -------------------- | ---------------- | ------ | ------ | ----------- | ----- | ---------------- |
| 01   | Michael Schumacher   | Ferrari          | 70     | 4      | 1:13:18,133 | 02    | 1:15,377 (32.)   |
| 02   | Fernando Alonso      | Renault          | 70     | 3      | + 8,329     | 01    | 1:15,551 (34.)   |
| 03   | Rubens Barrichello   | Ferrari          | 70     | 3      | + 31,622    | 10    | 1:16,035 (50.)   |
| 04   | Jarno Trulli         | Renault          | 70     | 3      | + 32,082    | 05    | 1:16,248 (15.)   |
| 05   | Jenson Button        | BAR-Honda        | 70     | 3      | + 32,482    | 04    | 1:15,971 (50.)   |
| 06   | David Coulthard      | McLaren-Mercedes | 70     | 3      | + 35,520    | 03    | 1:16,303 (11.)   |
| 07   | Kimi Räikkönen       | McLaren-Mercedes | 70     | 3      | + 36,230    | 09    | 1:15,791 (30.)   |
| 08   | Juan Pablo Montoya   | Williams-BMW     | 70     | 3      | + 43,419    | 06    | 1:16,140 (48.)   |
| 09   | Mark Webber          | Jaguar-Cosworth  | 70     | 3      | + 52,394    | 12    | 1:15,956 (53.)   |
| 10   | Marc Gené            | Williams-BMW     | 70     | 3      | + 58,166    | 08    | 1:16,070 (56.)   |
| 11   | Christian Klien      | Jaguar-Cosworth  | 69     | 3      | + 1 Runde   | 13    | 1:16,852 (37.)   |
| 12   | Giancarlo Fisichella | Sauber-Petronas  | 69     | 3      | + 1 Runde   | 15    | 1:16,699 (22.)   |
| 13   | Felipe Massa         | Sauber-Petronas  | 69     | 2      | + 1 Runde   | 16    | 1:17,388 (23.)   |
| 14   | Cristiano da Matta   | Toyota           | 69     | 3      | + 1 Runde   | 11    | 1:16,937 (49.)   |
| 15   | Olivier Panis        | Toyota           | 68     | 3      | + 2 Runden  | 14    | 1:17,069 (53.)   |
| 16   | Nick Heidfeld        | Jordan-Ford      | 68     | 4      | + 2 Runden  | 17    | 1:18,627 (26.)   |
| 17   | Giorgio Pantano      | Jordan-Ford      | 67     | 4      | + 3 Runden  | 18    | 1:17,641 (15.)   |
| 18   | Gianmaria Bruni      | Minardi-Cosworth | 66     | 3      | + 4 Runden  | 19    | 1:18,932 (52.)   |
| –    | Zsolt Baumgartner    | Minardi-Cosworth | 31     | 2      | DNF         | 20    | 1:19,659 (13.)   |
| –    | Takuma Satō          | BAR-Honda        | 15     | 1      | DNF         | 07    | 1:16,809 (14.)   |

## WM-Stände nach dem Rennen
Die ersten acht jedes Rennens bekamen 10, 8, 6, 5, 4, 3, 2 bzw. 1 Punkt(e).

### Fahrerwertung
| Pos. | Fahrer               | Konstrukteur     | Punkte |
| ---- | -------------------- | ---------------- | ------ |
| 01   | Michael Schumacher   | Ferrari          | 90     |
| 02   | Rubens Barrichello   | Ferrari          | 68     |
| 03   | Jenson Button        | BAR-Honda        | 48     |
| 04   | Jarno Trulli         | Renault          | 46     |
| 05   | Fernando Alonso      | Renault          | 33     |
| 06   | Juan Pablo Montoya   | Williams-BMW     | 25     |
| 07   | Takuma Satō          | BAR-Honda        | 14     |
| 08   | Ralf Schumacher      | Williams-BMW     | 12     |
| 09   | David Coulthard      | McLaren-Mercedes | 12     |
| 10   | Giancarlo Fisichella | Sauber-Petronas  | 10     |
| 11   | Kimi Räikkönen       | McLaren-Mercedes | 10     |

| Pos. | Fahrer             | Konstrukteur     | Punkte |
| ---- | ------------------ | ---------------- | ------ |
| 12   | Felipe Massa       | Sauber-Petronas  | 5      |
| 13   | Olivier Panis      | Toyota           | 5      |
| 14   | Cristiano da Matta | Toyota           | 3      |
| 15   | Mark Webber        | Jaguar-Cosworth  | 3      |
| 16   | Nick Heidfeld      | Jordan-Ford      | 3      |
| 17   | Timo Glock         | Jordan-Ford      | 2      |
| 18   | Zsolt Baumgartner  | Minardi-Cosworth | 1      |
| 19   | Christian Klien    | Jaguar-Cosworth  | 0      |
| 20   | Marc Gené          | Williams-BMW     | 0      |
| 21   | Giorgio Pantano    | Jordan-Ford      | 0      |
| 22   | Gianmaria Bruni    | Minardi-Cosworth | 0      |

### Konstrukteurswertung
| Pos. | Konstrukteur     | Punkte |
| ---- | ---------------- | ------ |
| 01   | Ferrari          | 158    |
| 02   | Renault          | 79     |
| 03   | BAR-Honda        | 62     |
| 04   | Williams-BMW     | 37     |
| 05   | McLaren-Mercedes | 22     |

| Pos. | Konstrukteur     | Punkte |
| ---- | ---------------- | ------ |
| 06   | Sauber-Petronas  | 15     |
| 07   | Toyota           | 8      |
| 08   | Jordan-Ford      | 5      |
| 09   | Jaguar-Cosworth  | 3      |
| 10   | Minardi-Cosworth | 1      |